# Zubovo-Poljanskij rajon
Lo Zubovo-Poljanskij rajon (in russo Зубово-Полянский район?) è un municipal'nyj rajon della Repubblica Autonoma di Mordovia, nella Russia europea.